# Isla Corry
La isla Corry es una isla de cuatro kilómetros de largo, que alcanza una altitud máxima de 510 metros. Forma parte de las islas Andersson (o Águila), situadas entre la costa este de la península Trinidad y la isla Vega, al sur de la bahía Duse y en aguas del canal Príncipe Gustavo, en el extremo norte de la península Antártica. Se encuentra al sur-suroeste de la isla Águila.

## Historia y toponimia
Fue avistada por James Clark Ross el 6 de enero de 1843 y cartografiada como parte de la península antártica; llamándola cabo Corry en homenaje a Henry Thomas Lowry Corry (1803–1873), miembro del parlamento británico y Primer Lord del Almirantazgo.
Después de su vuelo el 21 de noviembre de 1935, Lincoln Ellsworth reportó que se trataba de una isla, siendo esto confirmado por una expedición realizada por el British Antarctic Survey desde la bahía Esperanza en agosto de 1945. Los relevamientos indicaron la existencia de un archipiélago en la zona, y se eligió la isla la más conspicua vista desde el este para conservar el nombre de Corry. Posteriormente, fue fotografiada desde el aire por la Falkland Islands and Dependencies Aerial Survey Expedition (FIDASE) entre 1956 y 1957.
En Argentina, ha figurado con los nombres de cabo Circular en 1953 e isla San Carlos en 1959. Finalmente se adoptó el topónimo de origen británico.

## Reclamaciones territoriales
Argentina incluye a la isla en el departamento Antártida Argentina dentro de la provincia de Tierra del Fuego, Antártida e Islas del Atlántico Sur; para Chile forma parte de la comuna Antártica de la provincia Antártica Chilena dentro de la Región de Magallanes y de la Antártica Chilena; y para el Reino Unido integra el Territorio Antártico Británico. Las tres reclamaciones están sujetas a las disposiciones del Tratado Antártico.
Nomenclatura de los países reclamantes:
- Argentina: isla Corry[5][6]
- Chile: isla Corry[7]
- Reino Unido: Corry Island[3]